# The Ultimate Sin
The Ultimate Sin är Ozzy Osbournes fjärde studioalbum, utgivet i februari 1986.
Basisten Bob Daisley bidrog till låtskrivandet men hoppade av innan inspelningarna av albumet började och ersattes av Phil Soussan. Även trummisen Randy Castillo gjorde sitt första album med Osbourne. Albumet nådde fjärde plats på Sverigetopplistan.

## Låtlista
Alla låtar är skrivna och komponerade av Bob Daisley, Jake E. Lee and Ozzy Osbourne,  om annat inte anges. 
| 1. | The Ultimate Sin       |  | 3:45 |
| 2. | Secret Loser           |  | 4:08 |
| 3. | Never Know Why         |  | 4:27 |
| 4. | Thank God for the Bomb |  | 3:53 |
| 5. | Never                  |  | 4:17 |

| 6. | Lightning Strikes |                        | 5:16 |
| 7. | Killer of Giants  |                        | 5:41 |
| 8. | Fool Like You     |                        | 5:18 |
| 9. | Shot in the Dark  | Phil Soussan, Osbourne | 4:16 |

## Medverkande
- Ozzy Osbourne – sång
- Randy Castillo – trummor
- Jake E. Lee – gitarr, sång
- Phil Soussan – basgitarr
- Mike Moran – keyboard